# Ehrenfried Patzel
Ehrenfried Patzel (Chabařovice, 2 de dezembro de 1914 - 8 de ‎março de 2004) foi um futebolista checo que atuava como goleiro.

## Carreira
Ehrenfried Patzel fez parte do elenco da Seleção Checoslovaca de Futebol, na Copa de 1934, não atuando. 

## Títulos
- Copa do Mundo: Vice - 1934